# Andrena musica
Andrena musica är en biart som beskrevs av Gusenleitner 1998. Andrena musica ingår i släktet sandbin, och familjen grävbin. Inga underarter finns listade i Catalogue of Life.